# ميليسا هندرسون
ميليسا هندرسون (بالإنجليزية: Melissa Henderson)‏ (23 أغسطس 1989 بغارلاند في الولايات المتحدة - ) هي لاعبة كرة قدم أمريكية في مركز الهجوم. شاركت مع منتخب الولايات المتحدة تحت 17 سنة للسيدات لكرة القدم ‏ ومنتخب الولايات المتحدة تحت 20 سنة للسيدات لكرة القدم ومنتخب الولايات المتحدة تحت 23 سنة للسيدات لكرة القدم ‏. أما مع النوادي، فقد لعبت مع بوسطن بريكرز ونادي كانساس سيتي وFortuna Hjørring ‏ وهيوستن داش.

## وصلات خارجية
- ميليسا هندرسون على موقع الاتحاد الأوربي (الإنجليزية)
- ميليسا هندرسون على موقع قاعدة بيانات كرة القدم.إي يو (الإنجليزية)
- ميليسا هندرسون على موقع Soccerway.com (الإنجليزية)
- ميليسا هندرسون على موقع عالم كرة القدم.نت (الإنجليزية)

لم يتم العثور على روابط لمواقع التواصل الاجتماعي.